# Caiuá-Gruppe
Die Caiuá-Gruppe ist eine lithostratigraphische Gruppe  aus der Oberkreide des südlichen Brasiliens. Sie wurde im Bauru-Becken, einem Abschnitt des Paraná-Beckens, über den Flutbasalten der Serra-Geral-Formation abgelagert.

## Etymologie
Die Bezeichnung der Gruppe geht auf die Gemeinde Caiuá im Westen des brasilianischen Bundesstaats São Paulo zurück.

## Stratigraphie
Die Caiuá-Gruppe wurde im 370 000 Quadratkilometer großen Bauru-Becken, einem Teilbecken des größeren Paraná-Beckens, mit einer erosiven Diskordanz konkordant über den unterkreidezeitlichen Flutbasalten der Serra-Geral-Formation aus der São-Bento-Gruppe abgelagert. Sie wird ihrerseits in ihrem Hangenden von der Adamantina-Formation aus der Bauru-Gruppe überlagert oder verzahnt sich mit ihr. 
Die Gruppe setzt sich aus folgenden Formationen zusammen (von jung nach alt):
- Santo-Anastacio-Formation
- Goio-Erê-Formation
- Rio-Paraná-Formation

## Alter
Für die Gruppe sind bisher noch keine absoluten Altersangaben veröffentlicht worden, ihr Maximalalter muss jedoch niedriger als 132 Millionen Jahre BP sein (jünger als Hauterivium), dem Abkühlungsalter der unterlagernden Flutbasalte.

## Verbreitungsgebiet
Die Gesteine der Caiuá-Gruppe sind in den brasilianischen Bundesstaaten Mato Grosso do Sul, Paraná und São Paulo  sowie im nordöstlichen Paraguay aufgeschlossen.

## Ablagerungsbedingungen  und Fazies
Lithologisch handelt es sich bei den Gesteinen der Caiuá-Gruppe um rote bis violettfarbene äolische Sandsteine (fein- bis mittelkörnige Quarzsandsteine und Subarkosen), die in einem heißen Wüstenklima am Südende des Bauru-Beckens abgesetzt wurden. Die damals vorherrschende Windrichtung war Südwest bis Süd. Die Sedimente bildeten ein 100 000 Quadratkilometer großes innerkontinentales Sandmeer, die so genannte Caiuá-Wüste.
Die Gruppe beginnt meist mit einer massiven, 1 Meter mächtigen basalen Brekzie mit zentimeter großen Basaltfragmenten und Konkretionen aus Smektit und Karbonat. Es folgen dann die Sedimente von großen, komplex aufgebauten Sanddünen mit gebogenem Gratverlauf (gedeutet als Draas), die sich im Zentralteil der Caiuá-Wüste gebildet hatten (Rio-Paraná-Formation). Die Dünenhöhe verringerte sich anschließend, außerdem wurden jetzt interdünäre Sedimente ausgebildet, die mehr dem Randbereich der Wüste entsprechen und den Schwankungen des Grundwasserspiegels ausgesetzt waren (Goio-Erê-Formation). Abschließend sedimentierten dann trockene Sandschichtkörper der weiten, eintönigen Wüstenebenen (Santo-Anastacio-Formation).

## Fossilinhalt
In den Draa-Sedimenten der Caiuá-Gruppe wurden die Spuren von Tetrapoden entdeckt – ein Beweis, dass selbst unter extrem ariden Bedingungen Leben möglich war.